# 렉스 해리슨
레지널드 캐리 "렉스" 해리슨 경(영어: Sir Reginald Carey “Rex” Harrison, 1908년 3월 5일~1990년 6월 2일)은 영국의 배우이다. 랭커셔주에서 태어났다. 젊었을 때부터 연극계를 동경하여 16세의 나이에 무대에 올랐다. 1936년에 미국으로 건너가 브로드웨이의 뮤지컬이나 영화에서 활약하였다. 1956년 연극 《마이 페어 레이디》에서 대호평을 받았으며, 그것이 영화화되자 주연을 맡아 1964년에 아카데미 남우주연상을 수상하였다. 영화로는 《애나와 샴왕》, 《클레오파트라》 등에 출연하여 중후한 중년역과 뮤지컬 배우로 인기가 높았다.
1989년 기사작위(Knight Bachelor)에 서임되었다.

## 영화
- 시타델 (1938년 영화)
- 뮌헨행 야간열차
- 유령과 뮤어 부인
- 클레오파트라 (1963년 영화)
- 마이 페어 레이디 (영화)
- 닥터 두리틀 (1967년 영화)
- 왕자와 거지 (1977년 영화)